# راي روبرتس (لاعب كرة قاعدة)
راي روبرتس (بالإنجليزية: Ray Roberts)‏ هو لاعب كرة قاعدة أمريكي، ولد في 25 أغسطس 1895 في كروغر في الولايات المتحدة، وتوفي بنفس المكان في 30 يناير 1962.

## وصلات خارجية
- راي روبرتس على موقعبيزبول رفرنس.كوم (الدوري الرئيسي) (الإنجليزية)